# 阿斯勒·卡拉奇
阿斯勒·卡拉奇（土耳其語：Aslı Kalaç，1995年12月13日—），土耳其女子排球運動員，司職副攻手。現時效力於土超豪門球隊費內巴切女排俱樂部。
卡拉奇在2012年開始成為土耳其國家女子排球隊一員。她代表土耳其在出戰2018年世界女排聯賽奪得銀牌。

## 獎項

### 國家隊
- 2018年世界女排聯賽： - 銀牌